# Puch edredonowy

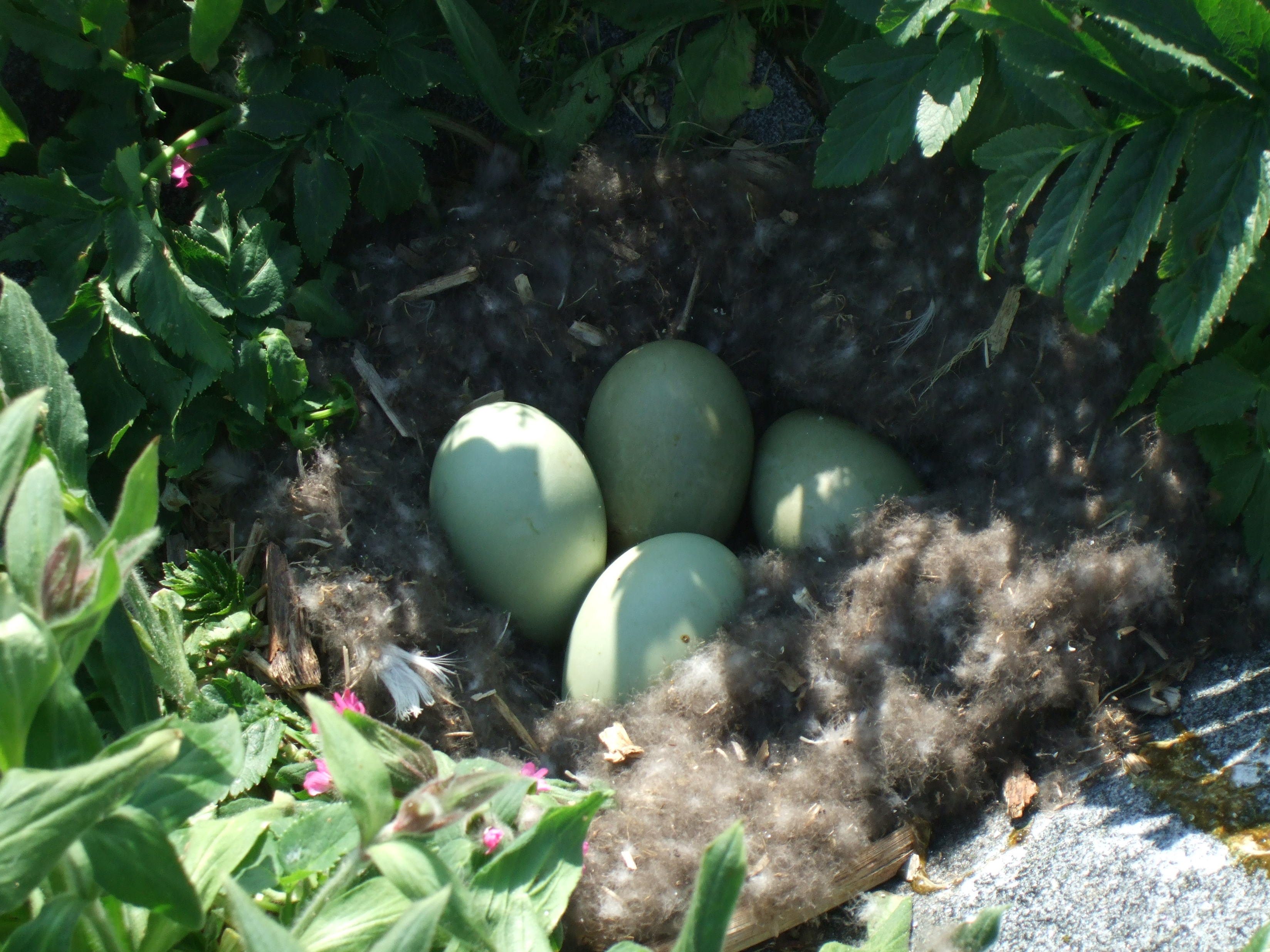
Gniazdo edredona z puchem

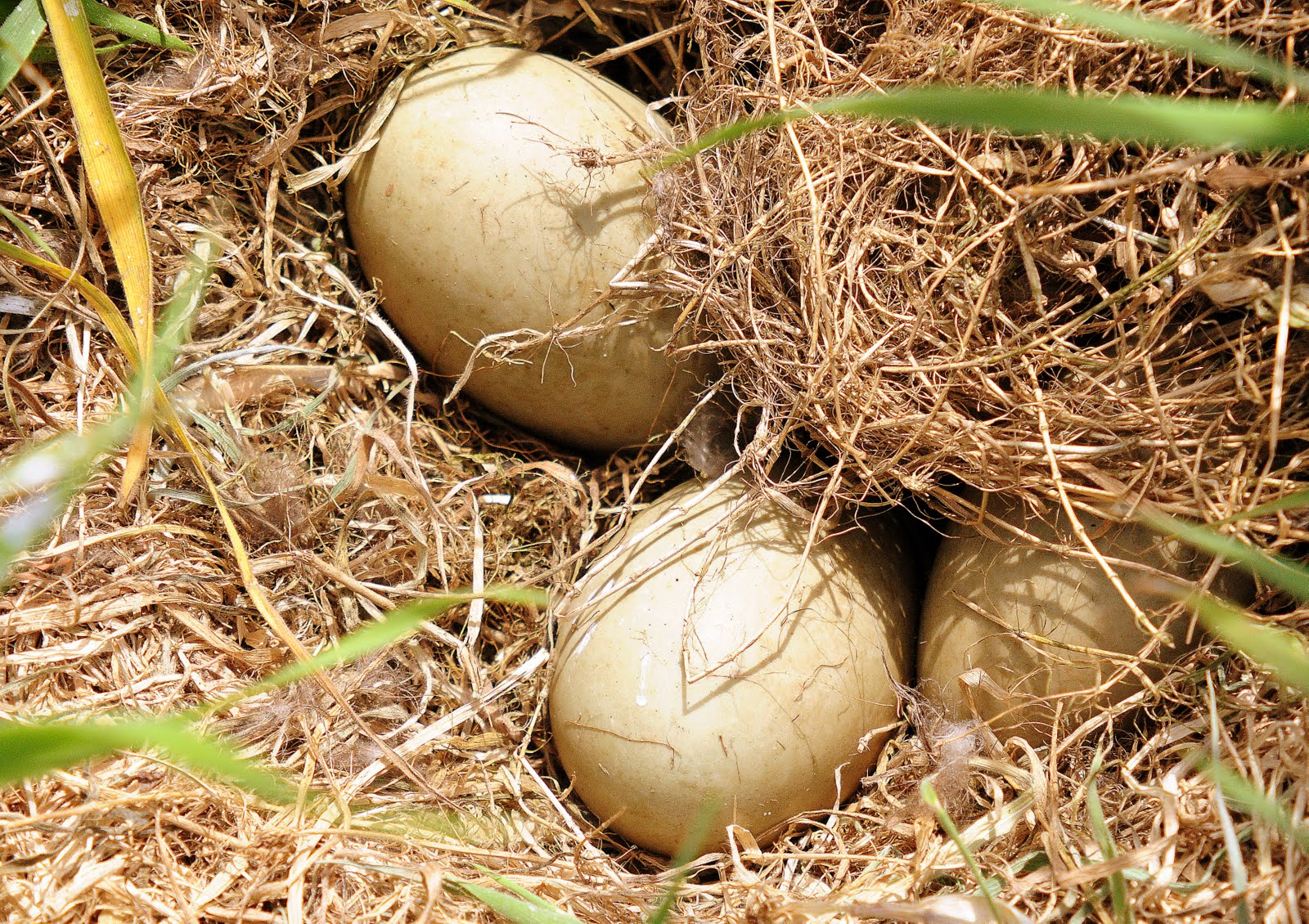
Gniazdo edredona bez puchu; Wyspy Owcze

Puch edredonowy (is. Æðardúnn) – pióra puchowe edredonów zwyczajnych zamieszkujących arktyczne obszary północnej Holarktyki (w większości Europy i Ameryki Północnej). Na Islandii istnieje długa tradycja zbierania puchu. Ze względu na naturalność pochodzenia (pochodzi od dzikich ptaków, nie hodowlanych), bardzo dobre właściwości izolacyjne i małą wydajność zbioru (zbierany jest ręcznie z gniazd) jest najdroższym puchem ptasim. Używany jest do wypełniania luksusowych poduszek, kołder, śpiworów i kurtek puchowych.

## Historia
Puch zbierany jest przede wszystkim na Islandii, w mniejszym stopniu na terenie Grenlandii, Norwegii, Rosji i Alaski. Na początku XX wieku zbierany był również w Kanadzie, jednak w tym kraju nie było to opłacalne i zostało zaniechane.
W 1776 Pennant odnotował, że do Wielkiej Brytanii trafiał puch edredonowy z Zatoki Hudsona, Grenlandii, Norwegii i Islandii, a do Wysp Brytyjskich docierał przez Danię.
Najprawdopodobniej na Islandii puch edredonowy zbierany jest już od początku istnienia siedlisk ludzkich na tej wyspie, tj. od IX wieku. W XIII wieku podjęto pierwsze działania ochronne, bowiem prócz puchu ludzie wybierali z gniazd również jaja. Zwyczajowo w dwóch pierwszych lęgach wybierano zarówno puch, jak i jaja, zaś trzecie zniesienie pozostawiano do odsiedzenia. W latach 1909–1917 na Islandii zbierano rocznie średnio 2,5 tony puchu edredonowego z około 250 kolonii.
W Norwegii, na wyspach Helgeland (region Nord-Norge) również istnieje długa tradycja zbierania puchu edredonowego. Tradycyjnie zbieraniem i obrabianiem puchu zajmują się kobiety. Lokalna ludność traktuje edredony jako część żywego inwentarza, buduje dla nich specjalne „domy” i dogląda gniazd podczas sezonu lęgowego. „Domy” dla edredonów zbudowane są z kamieni, darni i desek, blachy do pokrywania dachów i innych materiałów, które są dostępne w okolicy. Niekiedy przypominają nawet schronienia dla bydła. Celem ich budowy jest nie tylko zapewnienie ptakom ochrony przed drapieżnikami, ale i utrzymania gniazda (i tym samym puchu) suchym.

## Zbiory
Na Islandii po wybraniu puchu z gniazda zastępowany jest on sianem.

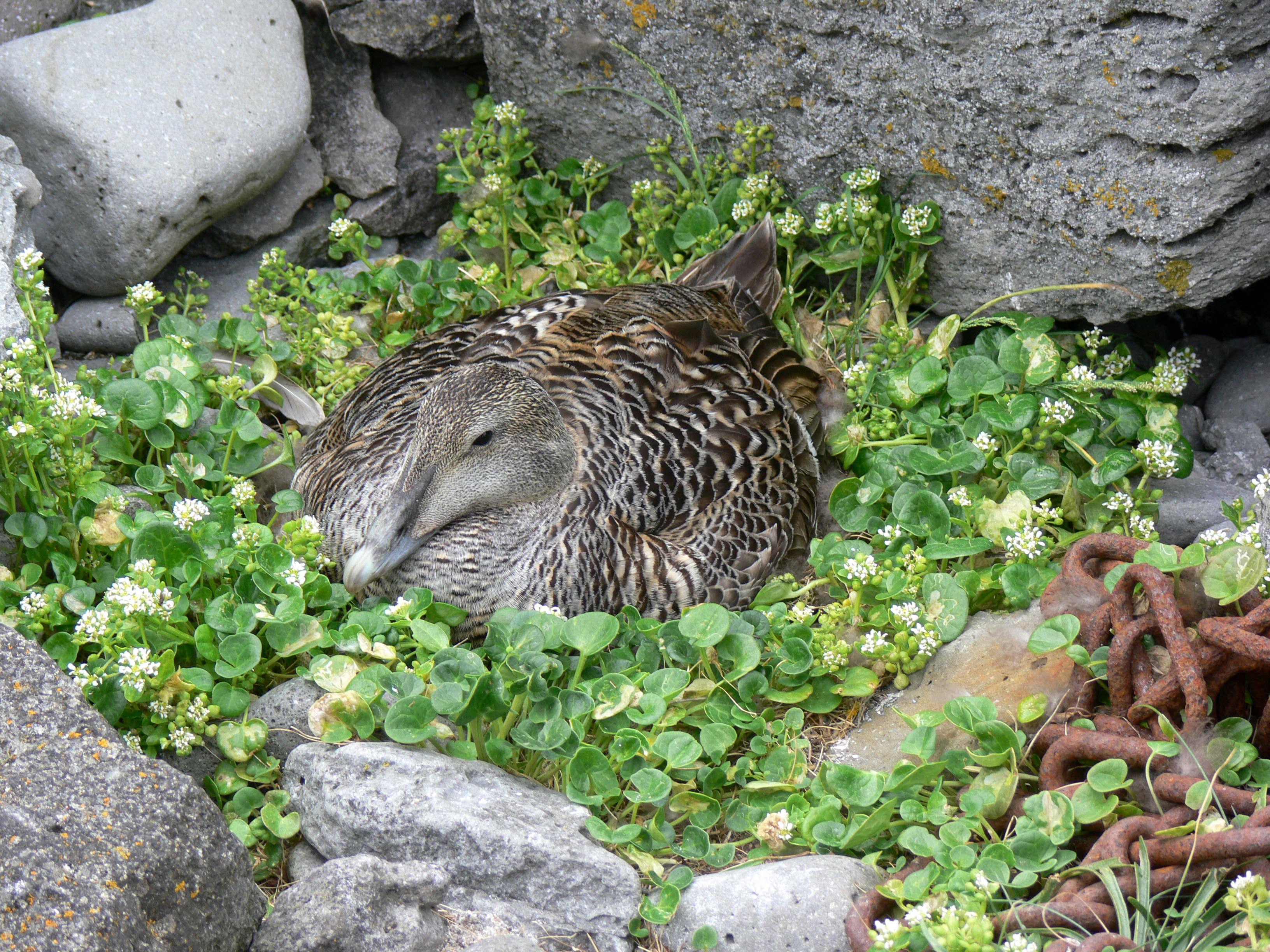
Samica edredona na gnieździe

W Norwegii, na Helgeland zbiory poprzedza przygotowanie gniazda. Sztuczne gniazda wyściełane są morszczynami pęcherzykowatymi; w razie ich braku, ptaki same wyściełają je trawą. Użycie morszczynu ułatwia jednak oczyszczanie puchu. Według autora, który w czerwcu 2008 odwiedził Flovær (środkowa część Norwegii), mieszkańcy zaniechali zwyczaju zbierania jaj z obawy przed zniechęceniem samicy, która może wybrać inne miejsce do rozrodu. Kaczka gniazdująca w przygotowanym przez człowieka schronieniu zachowuje się jak udomowione zwierzę. Po tym, jak młode wyklują się i wraz z matką opuszczają gniazdo, puch, który samica zgubiła podczas inkubacji, jest wybierany z gniazda. Oczyszczenie 1 kg puchu zajmuje tydzień. 
W Kanadzie puch pozyskiwany był z gniazd, które samica wyściełała swoim puchem. Kilka dni po pierwszym zbiorze można było zebrać puch ponownie; z zachowaniem szczególnej ostrożności w obchodzeniu się z jajami, by gniazdo nie zostało opuszczone.

## Znaczenie dla człowieka

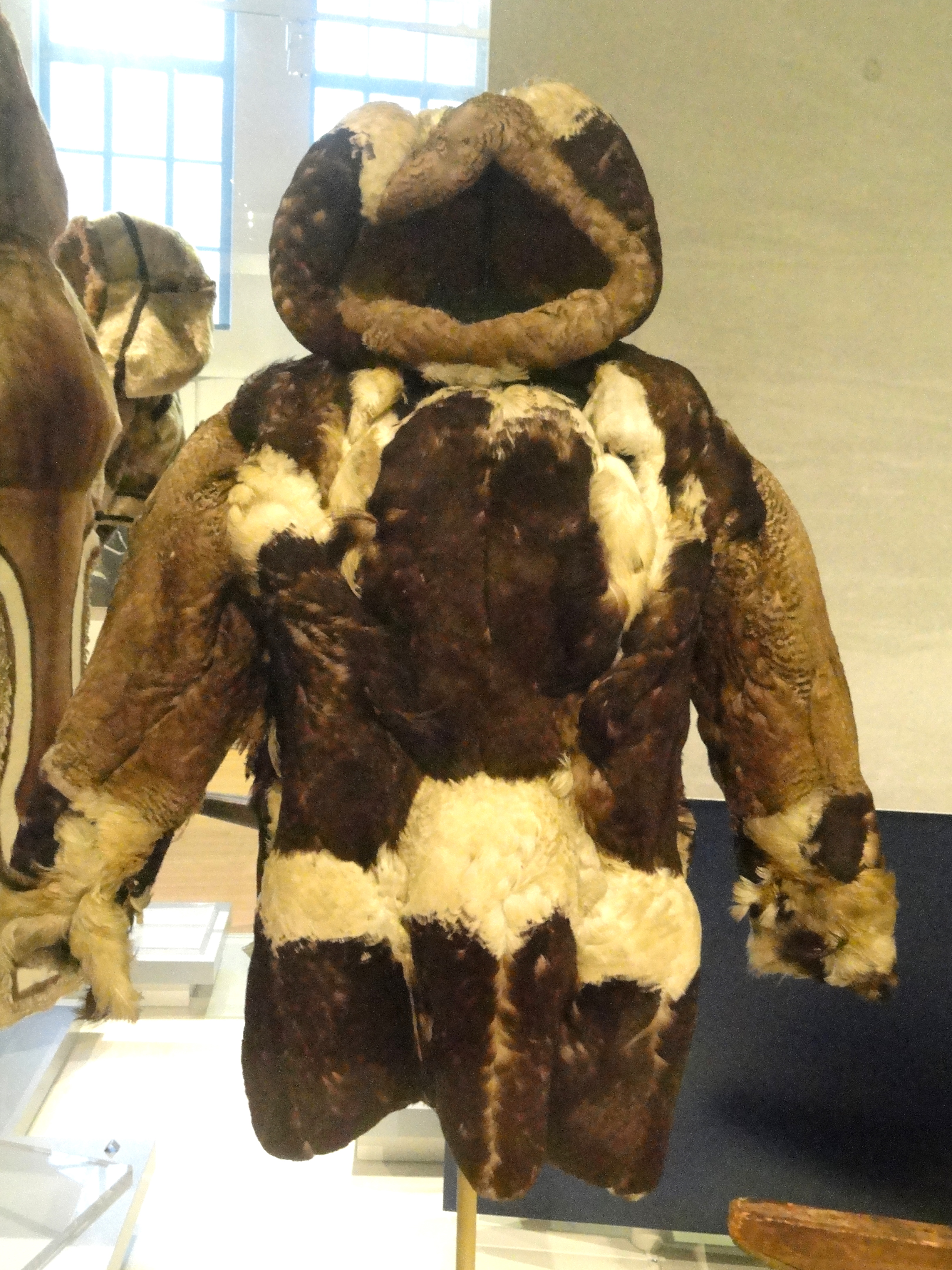
Anorak z puchu edredonowego

Puch edredonowy używany jest do wyrobu luksusowej pościeli, śpiworów i kurtek puchowych. Jedna kołdra z tego puchu może kosztować nawet 600 tys. koron islandzkich (blisko 19 tys. zł). Do pozyskania jednej tradycyjnie wyrabianej pikowanej kołdry wymagane jest 1,25 kg puchu, co oznacza mniej więcej ilość puchu, jaka znajduje się w 60 gniazdach. Zaletą puchu edredonowego jest jego wyjątkowa lekkość (jedna „porcja” puchu o średnicy około 2,5 cm waży blisko 2 mg), bardzo dobra izolacja ze względu na warunki życia edredonów i naturalność tego wyrobu (pochodzi od ptaków dzikich, nie hodowlanych). W 2008 roku cena za kilogram puchu edredonowego wynosiła około 637 euro, czyli 3770 zł; w 2009 roku cena puchu spadła i kosztował on już około 319 euro za kilogram (blisko 1418 zł). Załamanie spowodowane było wyparciem oryginalnego puchu przez podrabiany na terenie Japonii, gdzie sprzedawano niskiej jakości puch gęsi jako puch edredonowy.
Prócz zastosowania jako wypełnienie kołder i poduszek, puch edredonowy bywał dawniej używany również jako waluta, co wiadomo ze źródeł pisanych. Jedno z nich dotyczy wydarzenia opisanego w 890 roku, kiedy to wikiński podróżnik Ottar z Hålogaland miał przekazać Alfredowi Wielkiemu, że niejaki Saami zapłacił mu podatek w Fugela Feđerum (ptasim pierzu); prawdopodobnie był to właśnie puch edredonowy. Inne doniesienia pochodzą również z późniejszego średniowiecza. Odnaleziono również groby z puchem, w tym jeden grób z Oseberg datowany na IX wiek i grobowiec w Tune w Østfold. W Danii puch znajdowano w grobowcach w Jellinge i Mammen. Wzdłuż norweskiego wybrzeża znajdowano również szczątki domostw z epoki kamienia, w których znajdowały się kości edredonów. Prócz jaj i mięsa mieszkańcy musieli używać również puchu, ale cele nie są znane.